# Ribodon limbatus
Ribodon limbatus es una especie extinta de sirenios que vivió en América del Sur durante el Tortoniense.